# Московский округ ВВС и ПВО
Ордена Ленина Московский округ ВВС и ПВО — оперативно-стратегическое территориальное объединение ВВС России, существовавшее в период с 1998 года по 1 сентября 2002 года, для выполнения задач противовоздушной обороны административных и экономических объектов. Управление округа находилось в Москве.

## История организационного строительства
Воздушная оборона Москвы ведет своё начало с 25 апреля 1918 года, когда Военным руководителем Московского района был издан Приказ № 01 от 25.04.1918 г., в соответствии с которым образовано Управление воздушной обороны Москвы.
Части, соединения и объединения, выполнявшие задачи ПВО Москвы в зависимости от сложившейся обстановки и решаемых задач имели различные организационные формы:
- Управление воздушной обороны Москвы (с 25.04.1918 г.);
- 1-й отдельный территориально-позиционный зенитный артиллерийский дивизион (1924)
- 31-й отдельный зенитный артиллерийский дивизион (1924—1929);
- 1-я бригада ПВО (с 21.09.1929 г.);
- 1-я дивизия ПВО (с 17.08.1931 г.);
- 1-й корпус ПВО (с 11.01.1938 г.);
- Московская зона ПВО (с июня 1941 г.);
- Московский корпусной район (27.12.1941 г.)[1] в составе Московского военного округа;
- Московский фронт ПВО (с 5 апреля 1942 года)[2][3]
- Особая Московская армия ПВО (с 29 июня 1943 года)[4];
- Московская группа ПВО Центрального фронта ПВО (с 24 декабря 1945 г.)[5];
- Войска ПВО Москвы Центрального фронта ПВО (с марта 1945 г.)[5];
- Войска ПВО Москвы Центрального округа[6] (с 25 октября 1945 года);
- Войска ПВО Москвы Северо-Западного округа[7] (с 23 мая 1946 года);
- Московский район ПВО[8] (с 14 августа 1948 года);
- Московский округ ПВО[9] (с 20 августа 1954 года);
- Московский округ ВВС и ПВО (с 1998 года);
- Командование специального назначения(с 1 сентября 2002 года);
- Объединённое стратегическое командование воздушно-космической обороны (с 1 июля 2009 года);
- Командование противовоздушной и противоракетной обороны (с 1 декабря 2011 года);
- 1-я армия противовоздушной и противоракетной обороны (с 2015 года).

Московский округ ВВС и ПВО образован в 1998 году на базе соединений и частей Московского округа ПВО и 16-й Краснознаменной воздушной армии.
В связи с продолжающимся реформированием Вооруженных сил России Московский округ ВВС и ПВО 1 сентября 2002 года переформирован в Командование специального назначения.

## Командующие
- генерал-полковник авиации Васильев Геннадий Борисович (1998 — 2002);
- генерал-полковник Соловьёв Юрий Васильевич (2002 — 01.09.2002).

## Боевой состав округа
В состав округа вошли:

### Боевой состав округа на 1998 год
- 1-я армия ПВО (ОН) (Балашиха, Московская область);
- 2-й корпус ПВО (Ржев, Тверская область);
- 3-й корпус ПВО (Ярославль)
- 7-й корпус ПВО (Брянск);
- 16-й корпус ПВО (Нижний Новгород);
- 118-й командный центр ПВО (Москва)
- 436-й отдельный транспортный авиационный полк (Ступино, Московская область);
- 103-й отдельный полк радиотехнической разведки и помех (Ступино, Московская область);
- 2367-й отдельный батальон радиорелейной связи (Немчиновка, Московская область);
- 52-й отдельный инженерный аэродромный батальон (Костерево, Московская область);
- 1470-й отдельный инженерный батальон (Электросталь, Московская область);
- 193-й отдельный транспортный батальон (Москва).

### Боевой состав округа на 2002 год
- 16-я воздушная Краснознамённая армия (Кубинка):
  - 105-я смешанная авиационная дивизия (Воронеж):
    - 455-й бомбардировочный авиационный полк (Воронеж, Су-24М, Су-34);
    - 899-й гвардейский штурмовой авиационный Оршанский дважды Краснознамённый, ордена Суворова полк имени Ф. Э. Дзержинского (Бутурлиновка (Су-25);

  - 226-й отдельный смешанный авиационный полк (Кубинка (Ми-8, Ан-12, Ан-24, Ан-26, Ан-30, Ту-134);
  - 5-й отдельный дальний разведывательный авиационный отряд (Воронеж (Ан-30);
  - 14-й гвардейский истребительный авиационный Ленинградский Краснознамённый, ордена Кутузова полк (Курск (Восточный) (МиГ-29СМТ);
  - 28-й гвардейский истребительный авиационный Ленинградский ордена Кутузова полк (Андреаполь (МиГ-29);
  - 47-й разведывательный авиационный Борисовский Краснознамённый, ордена Суворова полк (Шаталово (Су-24МР, МиГ-25РБ);
  - 237-й гвардейский Проскуровский Краснознамённый, орденов Кутузова и Александра Невского центр показа авиационной техники имени Маршала авиации И. Н. Кожедуба(Кубинка (Л-39, МиГ-29, Су-27, Су-27М);
  - 45-й отдельный вертолётный полк (Калуга (Орешково) (Ми-24);
  - 440-й отдельный вертолётный полк (боевого управления) (Вязьма (Ми-8, Ми-24);
  - 469-я авиационная комендатура (Мулино (Ми-8, Ми-24, Ми-35, Ми-26, Ми-28, Ка-27, Ка-50, Ка-52);
  - 490-й отдельный вертолётный полк (боевого управления) (Тула (Клоково) (Ми-8, Ми-24, Ми-26);
  - 865-я база резерва вертолётов (Рязань (Протасово) (хранение Ми-8, Ми-24);
- 1-й корпус ПВО (Волгодонск);
  - 8-я авиационная Краснознамённая дивизия особого назначения (Чкаловский, отдельная авиационная эскадрилья управления и ретрансляции (Четыре самолета (Ил-80);
  - 9-я дивизия ПВО (Видное);
  - 37-я дивизия ПВО (Долгопрудный);
  - 210-й зенитный ракетный ордена Красной Звезды полк (Морозки);
  - 584-й гвардейский зенитный ракетный полк);
  - 606-й гвардейский зенитный ракетный Краснознамённый полк (Электросталь (С-300 (один дивизион (С-400);
  - 614-й гвардейский зенитный ракетный Венский Краснознамённый, орденов Кутузова и Александра Невского полк особого назначения (Пестово);
  - 612-й гвардейский зенитный ракетный Киевский трижды Краснознамённый, орденов Суворова и Богдана Хмельницкого полк (Алабино);
  - 144-й гвардейский зенитный ракетный полк (Домодедово);
  - 614-й гвардейский зенитный ракетный Венский Краснознамённый, орденов Кутузова и Александра Невского полк особого назначения (Зеленоград);
  - 70-я радиотехническая бригада (Наро-Фоминск);
  - 9-й радиотехнический полк (Михнево);
- 32-й корпус ПВО (Ржев):
  - 611-й истребительный авиационный Перемышльский Краснознамённый, ордена Суворова полк (Бежецк (Дорохово) (Су-27);
  - 790-й истребительный авиационный ордена Кутузова полк (Хотилово (МиГ-31БМ, Су-27СМ);
  - 42-й гвардейский зенитный ракетный Путиловско-Кировский ордена Ленина полк (Валдай);
  - 108-й зенитный ракетный Тульский полк (Шилово (Воронеж) (С-300ПС);
  - 41-я радиотехническая бригада (Орёл);
  - 3-я радиотехническая бригада (Ржев);
  - 6-я радиотехническая Краснознамённая бригада (Селифонтово (Ярославль);
- 846-й центр военно-прикладных видов спорта (Истра).

## Награды
За большой вклад в дело укрепления оборонной мощи Советского государства и его вооруженной защиты, успехи в боевой и политической подготовке и в связи с пятидесятилетием СА и ВМФ Указом Президиума Верховного Совета СССР от 22 июня 1968 года Московский округ ПВО награждён орденом Ленина. Орден передан Московскому округу ВВС и ПВО про преемственности.